# Ocellularia verrucoisidiata
Ocellularia verrucoisidiata är en lavart som beskrevs av Nagarkar, Sethy & Patw. 1988. Ocellularia verrucoisidiata ingår i släktet Ocellularia och familjen Thelotremataceae.   Inga underarter finns listade i Catalogue of Life.